# آسکاریازیس
آسکاریازیس (به انگلیسی: Ascariasis) یک بیماری است که عامل آن نوعی از کرم آسکاریس مشهور به آسکاریس لومبریکوئیدس است. در بیش از ۸۵٪ موارد، این عفونت نشانگانی را به همراه ندارد، به ویژه اگر تعداد کرم‌ها اندک باشد. با افزایش تعداد کرم‌ها، علائم نیز افزایش می‌یابند. این علائم می‌توانند شامل تنگی نفس و تب در آغاز بیماری باشند. ممکن است بعداً علائمی چون تورم شکم، درد شکم و اسهال پدید آید.
کودکان به این بیماری بیشتر مبتلا می‌شوند. در کودکان، این عفونت می‌تواند موجب کاهش وزن، سوء تغذیه و ایجاد مشکلات در یادگیری گردد.
این عفونت با خوردن یا آشامیدن غذای آلوده به تخم‌های آسکاریس از مدفوع منتقل می‌شود. تخم‌ها درون روده باز می‌شوند، از طریق ایجاد حفره در دیوارهٔ روده به شش‌ها راه می‌یابند که این امر از طریق خون رخ می‌دهد. از آن جا به آلوئول مهاجرت می‌کنند. از نای بالا می‌روند و از آن جا نیز به واسطهٔ سرفه بالا می‌آیند و بلعیده می‌شوند. سپس، کرم‌ها برای بار دوم از معده رد می‌شوند و وارد روده می‌شوند. در آن جا به کرم‌های بالغ تبدیل می‌شوند.

## همه گیرشناسی

میزان مرگ با بیماری آسکاریازیس در هر میلیون
0-1
1-2
2-3

حدود ۰/۸ تا ۱/۲ میلیارد انسان در دنیا دچار آسکاریازیس هستند. بیشتر آن‌ها در کشورهای جنوب صحرای آفریقا، آمریکای لاتین و قاره آسیا زندگی می‌کنند. از این رو آسکاریازیس شایع‌ترین گونهٔ عفونت کرمی منتقل‌شونده از طریق خاک است. در سال ۲۰۱۰، این بیماری عامل مرگ ۲۷۰۰ نفر شد که نسبت به سال ۱۹۹۰ که تعداد تلفاتش ۳۴۰۰ بود، کاهش داشته‌است. نوع دیگری از آسکاریس خوک‌ها را هدف قرار می‌دهد.

## پیشگیری
پیشگیری از طریق بهداشت عمومی میسر می‌گردد شامل دسترسی بهتر به دستشویی‌ها و دفع کامل مدفوع. شستن دست‌ها به نظر یکی از عوامل مهم پیشگیری است. در مناطقی که بیش از ۲۰٪ جمعیت به این بیماری آلوده شده‌است، پیشنهاد می‌شود که همه افراد در بازه‌های منظم مورد درمان قرار گیرند. رخداد دوبارهٔ این عفونت مسئله‌ای رایج است. برای این عفونت واکسن وجود ندارد.

## نشانه‌های بیماری
درد شکمی، عصبی بودن بیمار، بی‌خوابی، تهوع و استفراغ از علائم این بیماری است. افزایش ائوزینوفیل‌های خون به خصوص در مرحله ریوی دیده می‌شود. کهیر و راش‌های پوستی ممکن است دیده شود. در مرحله ریوی، علائمی شبیه آسم و حساسیت دیده می‌شود.
گاهی بر اثر شدت آلودگی ممکن است فرد استفراغ خونی ناشی از تجمع کرم‌ها در روده انجام دهد.
این کرم ممکن است وارد مکان‌های غیرمعمول در بدن شود، مانند مجرای صفرا، کبد، آپاندیس، صفاق و غیره که بسیار خطرناک است.

## روش تشخیص
انجام آزمایش مدفوع اغلب برای تشخیص این بیماری مفید است.

## روش درمان
درمان‌هایی که سازمان بهداشت جهانی پیشنهاد داده‌است شامل داروهای ضدانگل آلبندازول (به انگلیسی: albendazole)، مبندازول (به انگلیسی: mebendazole)، لوامیزول یا پیرانتل پاموآت (به انگلیسی: pyrantel pamoate) می‌باشد. عامل‌های مؤثر دیگر نیز شامل تری بیندمیدین، پی پیرازین و نیتازوکساناید هستند.
آلبندازول موجب جلوگیری از تجمع میکروتوبول و مهار جذب گلوکز توسط کرم آسکاریس می‌شود. پیرانتل پاموآت با اثر بر سیستم عصبی عضلانی و فلج شدن کرم آسکاریس موجب مرگ آن می‌شود.

## نقش سگ و گربه در انتقال به انسان
کرم‌های لوله‌ای شایع‌ترین انگل‌های داخلی در گربه‌ها هستند. این کرم‌ها که شبیه به ماکارونی هستند تا ۱۰ سانتی‌متر رشد می‌کنند. بچه گربه‌ها می‌توانند از طریق شیر مادر آلوده شوند. در حالی که گربه‌های مسن‌تر با خوردن جوندگان آلوده به کرم لوله‌ای آلوده می‌شوند. این کرم سالانه از طریق گربه‌ها، ۱۰ هزار کودک را مبتلا می‌کند. بدترین حالت که ممکن است توسط این انگل به انسان وارد شود نابینا شدن انسان است.
شایع‌ترین انگل داخلی حیواناتی مانند سگ و گربه انگل‌هایی از خانواده آسکاریس‌ها باشند. کرم‌های این خانواده ساختاری لوله ای دارند و بسیاری از صاحبان حیوانات خانگی ممکن است این کرم‌ها را در مدفوع یا محتویات معده حیوان خود مشاهده کنند. به خصوص وقتی توله ای را به تازگی تهیه کرده باشند. برآورد می‌شود که حداقل ۱۰٪ سگ‌های خانگی در پپیشرفته‌ترین کشورهای دنیا سابقه ابتلا به آسکاریس را داشته‌اند و بررسی جدیدی که در اروپا انجام شد ثابت کرده حداقل ۱۶ درصد از گربه‌های خانگی که به محیط بیرون از منزل دسترسی دارند سابقه ابتلا به آسکاریس را داشته‌اند.